# 法蘭·仙納杜拉的電影分類目錄
以下列出法蘭·仙納杜拉曾參演之電影和電視節目。

## 電影
- 1944年——騙中騙（Step Lively）
- 1945年——銀漢雙星（Anchors Aweigh）
- 1946年——直到雲消霧散時（Till the Clouds Roll by）
- 1947年——鳳城弦歌（It Happened in Brooklyn）
- 1948年——俠盜彩鸞（The Kissing Bandit）
- 1948年——中文名稱欠奉（The Miracle of the Bells）
- 1949年——帶我去看棒球賽（Take Me Out To The Ball Game）
- 1949年——錦城春色（On the Town）
- 1951年——中文名稱欠奉（Double Dynamite）
- 1952年——歌玉情霸（Meet Danny Wilson）
- 1953年——亂世忠魂（From Here to Eternity）
- 1954年——玉女春心（Young at Heart）
- 1954年——突然間（Suddenly）
- 1955年——彩虹仙子（Finian's Rainbow，未完成）
- 1955年——明月冰心照杏林（Not As A Stranger）
- 1955年——紅男綠女（Guys and Dolls）
- 1955年——温柔陷井（The Tender Trap）
- 1955年——金臂人（The Man With The Golden Arm）
- 1956年——天上人間（Carousel）
- 1956年——賭城殲霸（Johnny Concho）
- 1956年——上流社會（High Society）
- 1957年——氣壯山河（The Pride and the Passion）
- 1957年——藝海奇人（The Joker Is Wild）
- 1957年——柳綠花紅（Pal Joey）
- 1958年——戰地雙雄（Kings Go Forth）
- 1958年——魂斷情天（Some Came Running）
- 1959年——合家歡（A Hole In The Head）
- 1959年——戰地尤物（Never So Few）
- 1960年——我愛巴黎（Can-Can）
- 1960年——十一羅漢（Ocean's 11）
- 1961年——四豪傑（The Devil at 4 O'Clock）
- 1962年——三大兵（Sergeants 3）
- 1962年——諜網迷魂（The Manchurian Candidate）
- 1963年——花花公子（Come Blow Your Horn）
- 1963年——德州四傑（4 for Texas）
- 1964年——羅賓七俠（Robin and the 7 Hoods）
- 1965年——勇者無敵（None But the Brave）
- 1965年——列車大逃亡（Von Ryan's Express）
- 1965年——中文名稱欠奉（Marriage on the Rocks）
- 1966年——突襲皇后虎（Assault on a Queen）
- 1967年——飛鳳狂龍（The Naked Runner）
- 1967年——好漢湯尼（Tony Rome）
- 1968年——碧海豔屍（Lady in Cement）
- 1968年——大偵探（The Detective）
- 1970年——糊塗福星（Dirty Dingus Magee）
- 1980年——無頭血案（The First Deadly Sin）

## 部份參演
- 1956年——80日環遊世界（Around the World in Eighty Days）
- 1962年——中文名稱欠奉（The Road to Hong Kong）

## 部份電視節目
- 法蘭·仙納杜拉表演秀（CBS，1950-52年）
- 法蘭·仙納杜拉表演秀（ABC，1957-58年）
- 法蘭·仙納杜拉表演秀（ABC，1959年）